# Ingrid van Kessel
Ingrid van Kessel, née le 11 novembre 1959 à Turnhout, est une femme politique belge flamande, membre de CD&V.
Elle est licenciée en philologie germanique (KUL) et fut collaboratrice éducative.

## Carrière politique
- 1995-1999 : membre de la Chambre des représentants.
- 1999-2004 : membre du Conseil flamand.
- 1999-2003 : sénatrice de communauté désignée par le Conseil flamand.

## Distinctions
- Chevalier de l'ordre de Léopold (2003).